# Vall, Hofors kommun

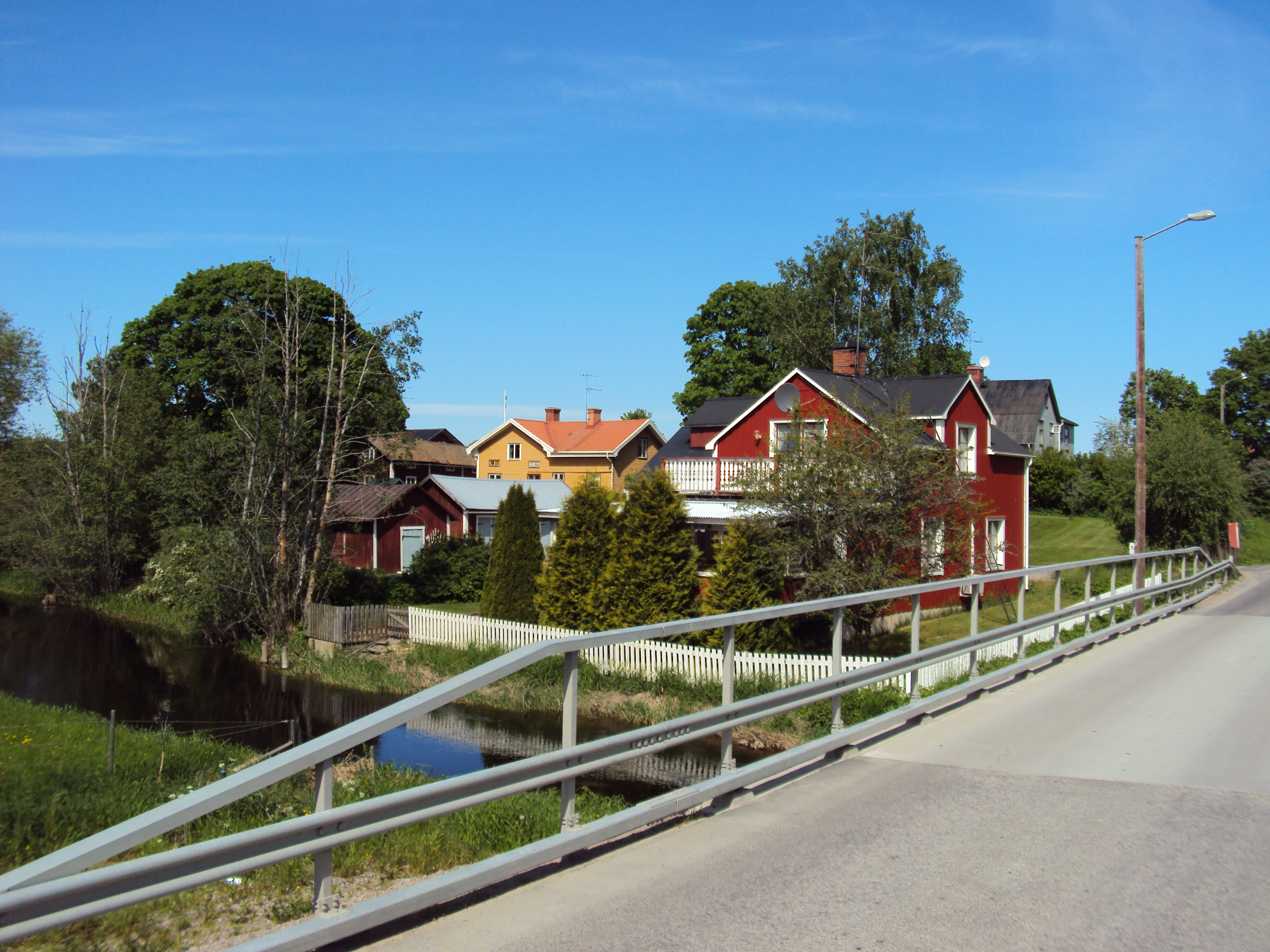
Del av Vall från bron över Hoån

Vall eller Wall är en by i Torsåkers socken, Hofors kommun. Byn är belägen på ömse sidor av Hoån, omkring 1 km sydväst om Torsåkers kyrka. I Vall har funnits en masugn, nämnd första gången 1687.